# 紳寶9-4X
紳寶9-4X是瑞典紳寶汽車汽車廠的車型，該車定位為中尺寸的跨界SUV。Saab 9-4X於2008年以概念車的身分首次在北美國際汽車廠上亮相。
這款車型是基於GM Theta platform平台設計而成的，並且與2010年的凱迪拉克 (Cadillac) SRX共用平台。Saab 9-4X預計於2010年在墨西哥的米格爾拉莫(Ramos Arizpe, Mexico)生產。
SAAB銷售部門的Svante Kinell表示，Saab 9-4X主要的挑戰是為歐洲市場找到合適的柴油引擎。
在GM分拆出售Subaru的控股之後。Saab 9-6X的計畫被取消，轉而注意Saab 9-4X。
Saab 9-4X是用來取代2008年12月停產的Saab 9-7X一款為了美國市場而開發的大型SUV。

在2009年年底，通用汽車公司 (GM)宣布SAAB將被關閉或者出售。於2010年1月26日，SAAB被賣給Spyker。因為這個收購案，GM已經開始逐漸減少SAAB的產能，所以Saab 9-4X可能會遲數個月才推出。不過儘管已經售給Spyker，該車型的車仍是由GM的墨西哥生產線負責生產，且現在已經開始在GM的墨西哥Ramos Arizpe工廠生產。

Saab 9-4X的外觀幾乎和Saab 9-4X BioPower概念車一樣，擁有環繞弧形前擋風玻璃、'Hockey Stick'腰線和Saab家族水箱護罩。還配備了雙氙氣大燈，雙排氣系統，以及18英寸鋁合金輪圏，而Aero車型則會配備20寸輪圏。

動力部份，9-4X提供了二供V6引擎供消費者選擇，第一款為3.0升V6引擎，這具引擎可輸出265ps的最大馬力，0～100km/h加速為9秒。另一款引擎為2.8升V6渦輪增壓引擎，此具引擎可輸出300PS的最大馬力，和40.8kgm的最大扭力，0～100km/h加速為8.3秒。內裝則是與第二代Saab 9-5相似，並配備有倒車顯影系統。
9-4X將於五月以2012年式在美國市場銷售，而其他地區則會在八月銷售。